# Helga Drost
Helga Drost (Sneek, 3 augustus 1998) is een Nederlandse langebaanschaatsster, uitkomend namens Development Team Fryslân. Haar specialiteit ligt op de korte afstanden en met name de 500 meter.
Tijdens het NK Afstanden wordt Drost 8e op de 500m. Door het afzeggen van Jorien ter Mors, Marrit Leenstra en Floor van den Brandt maakte ze op 18 november 2017 haar wereldbekerdebuut in Stavanger, Noorwegen omdat RTC Noord/Fryslân-teamgenoot Femke Beuling de voorkeur gaf aan de World Cup voor junioren.
Op 29 oktober 2023 plaatste ze zich verrassend als vijfde voor de eerste serie wereldbekerwedstrijden over 1000 meter.

## Persoonlijke records
| Afstand    | Tijd    | Datum            | Baan       |
| ---------- | ------- | ---------------- | ---------- |
| 500 meter  | 38,00   | 28 december 2021 | Heerenveen |
| 1000 meter | 1.15,28 | 29 oktober 2023  | Heerenveen |
| 1500 meter | 2.02,47 | 13 oktober 2019  | Inzell     |
| 3000 meter | 4.38,37 | 27 februari 2016 | Heerenveen |

(laatst bijgewerkt: 29 oktober 2023)

## Resultaten
| Jaar | NK Afstanden       | NK Sprint                |
| ---- | ------------------ | ------------------------ |
| 2017 | 17e 500m           | 13e (15e, 14e, 11e, 14e) |
| 2018 | 8e 500m 19e 1000m  | 9e (13e, 12e, 9e, 10e)   |
| 2019 | 17e 500m 15e 1000m | 16e (17e, 19e, 17e, 17e) |
| 2020 | 9e 500m 6e 1000m   | 10e (11e, 12e, 10e, 7e)  |
| 2021 | 10e 500m 11e 1000m | 10e (9e, 10e, 9e, 15e)   |
| 2022 | 23e 500m 9e 1000m  | · (4e, 4e, 6e, 4e)       |
| 2023 | 7e 500m 7e 1000m   | 7e (8e, 9e, 8e, 5e)      |
| 2024 | 11e 500m 5e 1000m  | 6e · (5e, , 10e, 8e)     |

(#, #, #, #) = afstandspositie op sprinttoernooi (500m, 1000m, 500m, 1000m)

## Wereldbekerwedstrijden
| Seizoen   | 500m    | 1000m |
| --------- | ------- | ----- |
| 2017/2018 | 12e (B) |       |
| 2023/2024 |         |       |